# Devusjka s gitaroj
Devusjka s gitaroj (russisk: Девушка с гитарой) er en sovjetisk spillefilm fra 1958 af Aleksandr Fajntsimmer.

## Medvirkende
- Ljudmila Gurtjenko som Tanja Fedosova
- Mikhail Zjarov som Arkadij Sviristinskij
- Vladimir Gusev som Korzikov
- Faina Ranevskaja som Zoja Sviristinskaja
- Jurij Nikulin